# Ato Rinpoché
Rinpoché
- -
Ato Rinpoché aussi Atro Rinpoché Karma Shenphen (né en 1933), est un Rinpoché de l'école karma-kagyu du bouddhisme tibétain. Exilé en Inde, il fut député du Parlement tibétain en exil, s'est marié et installé en Angleterre où il enseigne à la fois le Mahamoudra et le Maha Ati (en).

## Biographie

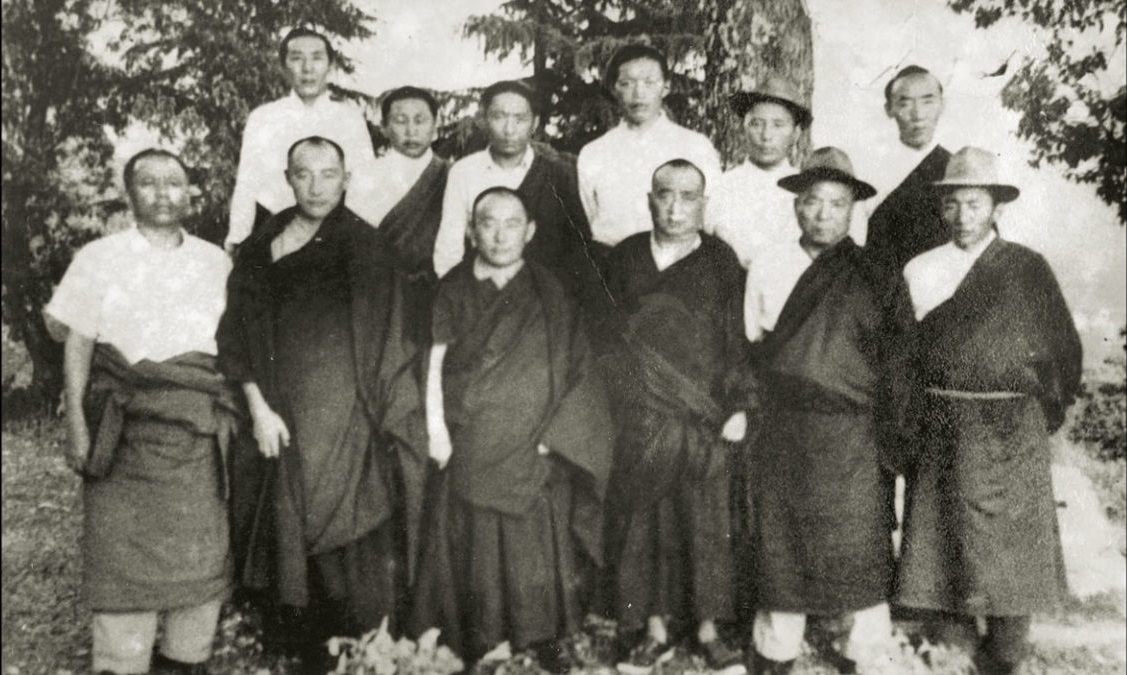
Les membres de la 1re Assemblée tibétaine. Rangée avant, de gauche à droite : Tsering Gonpo, Atro Rinpoché Karma Shenphen Choekyi Dawa, Tongkor Trulku Lobsang Jangchup, Lobsang Namgyal, Dorjee Pelsang, Tsultrim. Rangée arrière, de gauche à droite : Lobsang Nyendak, Tsewang Tamdin, Tsering Wangdue, Rinchen Tsering, Kalsang Damdul, Wangdu Dorje

Ato Rinpoché fut reconnu par le 11e Tai Sitou Rinpoché comme 8e Tenzin Tulku de Nezang, un monastère Kagyupa dans le Kham, où il reçut la formation d'un lama et effectua une retraite méditative de trois ans. Il a également étudié avec le 2e Jamgon Kongtrul Rinpoché, Karsé Kongtrul et ses oncles Dilgo Khyentse Rinpoché et le 9e Sangyé Nyenpa Rinpoché. 
En 1957 Ato Rinpoché a complété ses études, notamment au Thargye Gonpa, un monastère sakyapa près de son domicile, puis s'est rendu à Lhassa, où il a étudié à Séra, un monastère gelugpa, et au monastère de Tsurphu, siège des karmapa, où il est devenu un préposé du 16e karmapa.
En 1959, il s'est exilé Tibet pour l'Inde, où à la demande du 16e karmapa, il fut le représentant kagyupa au bureau religieux du 14e dalaï-lama à Dharamsala et fut élu député lors des  élections législatives tibétaines de 1960. Plus tard, il a été responsable de l'École des jeunes lamas à Dalhousie, qui a fourni à la fois un enseignement général et spécifique pour les tulkous des quatre lignées du bouddhisme tibétain.
En 1967, il s'est marié et s'est installé à Cambridge, en Angleterre, où il vit avec sa femme et sa fille, la photographe Rinchen Ato. Il a travaillé comme infirmier à l'hôpital psychiatrique de Fulbourn (en), jusqu'à sa retraite anticipée, en raison de blessures, en 1981.
Ato Rinpoché a depuis partagé son temps entre l'enseignement du bouddhisme et de la méditation en occident et le rétablissement du monastère de Nezang, préfecture autonome tibétaine de Yushu, dans le Kham.